# Józef do Egiptu od braci przedany

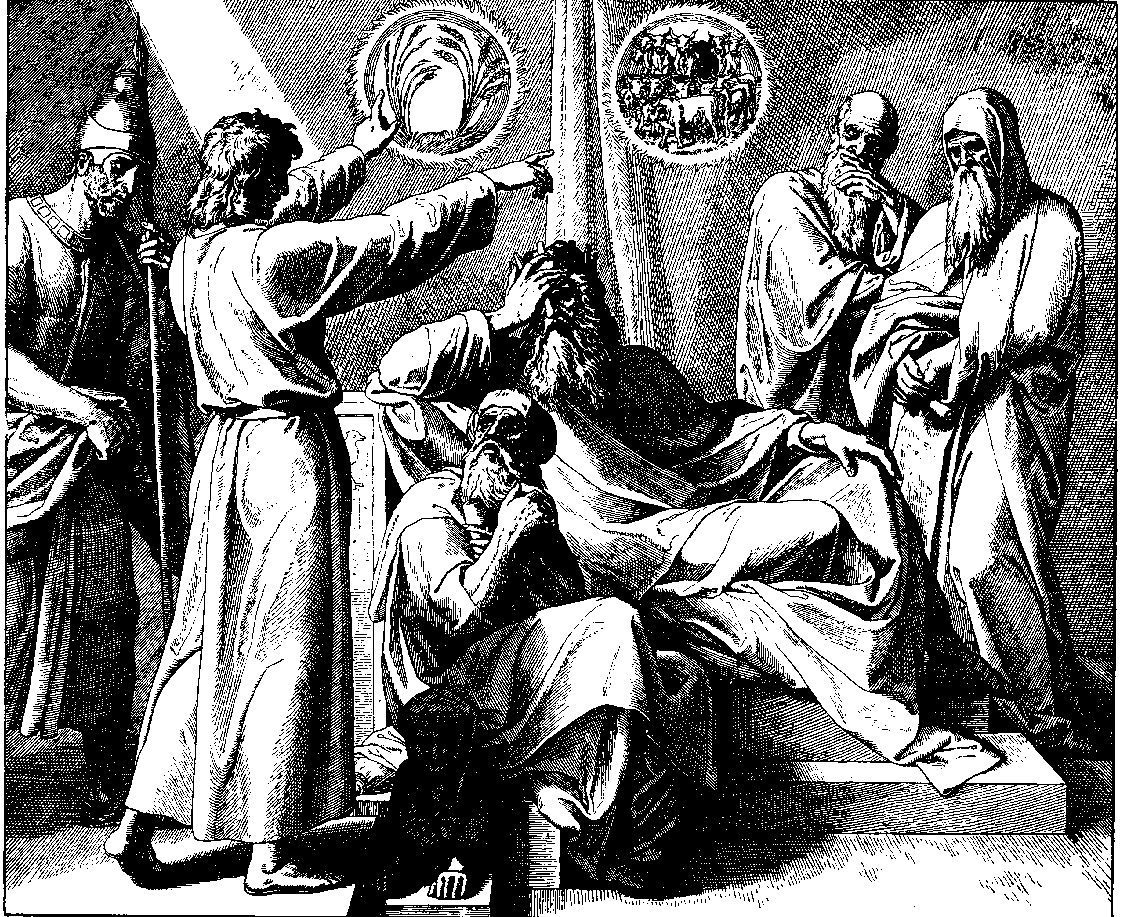
Józef interpretuje sen faraona

Józef do Egiptu od braci przedany – epos biblijny Wojciecha Stanisława Chrościńskiego, wydany anonimowo w Krakowie w 1745. Utwór jest oparty na biblijnym przekazie z Księgi Rodzaju o Józefie, który przez własnych braci został sprzedany w niewolę do Egiptu. Poemat składa się z trzynastu ksiąg. Został napisany oktawą, czyli strofą ośmiowersową rymowaną abababcc. Zwrotka ta była na zachodzie Europy, przede wszystkim w krajach romańskich, podstawową formą wielkiej epiki bohaterskiej. Używali jej między innymi Ludovico Ariosto, Torquato Tasso, Alonso de Ercilla y Zúñiga, Luís de Camões, Giambattista Marino, Lucrezia Marinella i Brás Garcia de Mascarenhas. W Polsce oktawą posługiwali się poeci barokowi, w tym Samuel Twardowski i Stanisław Herakliusz Lubomirski.  
Zobacz też: Tobiasz wyzwolony, Dzieło Boskie albo Pieśni Wiednia wybawionego i inszych transakcyjej wojny tureckiej w roku 1683 szczęśliwie rozpoczętej